# 葉月抹茶
葉月抹茶（1990年8月13日—），日本女性漫画家。身高157公分，血型O型。
作者因其於八月（葉月）出生，且喜歡「抹茶」代表的自然氛圍，所以以此作為筆名。

## 作品
- 你和紙飛機（GANGAN ONLINE）
- 一週的朋友（月刊GANGAN JOKER）
- 為了我就是我。（月刊GANGAN JOKER）

## 外部連結
- （日語） 葉月抹茶のプロフ （页面存档备份，存于）
- 葉月抹茶的X（前Twitter）